# Discografia di Corona
La discografia di Corona, cantante brasiliana eurodance, comprende quattro album in studio e diciotto singoli.

## Album in studio
| The Rhythm of the Night                                  | - Data di pubblicazione: 4 aprile 1995 - Etichetta discografica: ZYX Records - Formato: CD  | 10 | 30 | 35 | 18 | 154 | 2 |
| Walking on Music                                         | - Data di pubblicazione: 26 giugno 1998 - Etichetta discografica: ZYX Records - Formato: CD | —  | —  | —  | —  | —   | — |
| And Me U                                                 | - Data di pubblicazione: Giugno 2001 - Etichetta discografica: Abril Music - Formato: CD    | —  | —  | —  | —  | —   | — |
| Y Generation                                             | - Data di pubblicazione: Luglio 2010 - Etichetta discografica: 1st Pop - Formato: CD        | —  | —  | —  | —  | —   | — |
| "—" denota pubblicazioni che non entrarono in classifica |                                                                                             |    |    |    |    |     |   |

## Singoli
| Anno                                                                                      | Titolo                  | Posizioni massime in classifica | Posizioni massime in classifica | Posizioni massime in classifica | Posizioni massime in classifica | Posizioni massime in classifica | Posizioni massime in classifica | Posizioni massime in classifica | Posizioni massime in classifica | Posizioni massime in classifica | Posizioni massime in classifica | Posizioni massime in classifica | Posizioni massime in classifica | Posizioni massime in classifica | Posizioni massime in classifica | Certificazioni (Per quantità di vendite)   | Album                   |
| Anno                                                                                      | Titolo                  | AUS                             | AUT                             | FRA                             | GER                             | IRE                             | ITA                             | NED                             | NOR                             | NZ                              | SPA                             | SWE                             | SWI                             | UK                              | U.S.                            | Certificazioni (Per quantità di vendite)   | Album                   |
| ----------------------------------------------------------------------------------------- | ----------------------- | ------------------------------- | ------------------------------- | ------------------------------- | ------------------------------- | ------------------------------- | ------------------------------- | ------------------------------- | ------------------------------- | ------------------------------- | ------------------------------- | ------------------------------- | ------------------------------- | ------------------------------- | ------------------------------- | ------------------------------------------ | ----------------------- |
| 1993                                                                                      | The Rhythm of the Night | 8                               | 6                               | 3                               | 8                               | 3                               | 1                               | 5                               | —                               | 7                               | 3                               | 28                              | 4                               | 2                               | 11                              | - AUS: Oro - FRA: Oro - GER: Oro - UK: Oro | The Rhythm of the Night |
| 1995                                                                                      | Baby Baby               | 7                               | 13                              | 16                              | 41                              | 8                               | 1                               | 26                              | 9                               | 22                              | 2                               | 10                              | 11                              | 5                               | 57                              | - AUS: Oro                                 | The Rhythm of the Night |
| 1995                                                                                      | Try Me Out              | 10                              | 20                              | 11                              | 40                              | 7                               | 2                               | 45                              | 17                              | 43                              | 4                               | —                               | 23                              | 6                               | —                               | - AUS: Oro - UK: Argento                   | The Rhythm of the Night |
| 1995                                                                                      | I Don't Wanna Be a Star | 109                             | 25                              | 18                              | 69                              | —                               | 2                               | —                               | —                               | —                               | 1                               | 37                              | —                               | 22                              | —                               |                                            | The Rhythm of the Night |
| 1997                                                                                      | Megamix                 | 161                             | —                               | 40                              | —                               | —                               | 20                              | —                               | —                               | —                               | —                               | 43                              | —                               | 36                              | —                               |                                            | Solo singolo            |
| 1997                                                                                      | The Power of Love       | —                               | —                               | —                               | —                               | —                               | 7                               | —                               | —                               | —                               | 7                               | —                               | —                               | —                               | —                               |                                            | Walking on Music        |
| 1998                                                                                      | Walking on Music        | —                               | —                               | —                               | —                               | —                               | —                               | —                               | —                               | —                               | 8                               | —                               | —                               | —                               | —                               |                                            | Walking on Music        |
| 1998                                                                                      | Magic Touch             | —                               | —                               | —                               | —                               | —                               | —                               | —                               | —                               | —                               | 3                               | —                               | —                               | —                               | —                               |                                            | Walking on Music        |
| 2000                                                                                      | Good Love               | —                               | —                               | —                               | —                               | —                               | —                               | —                               | —                               | —                               | —                               | —                               | —                               | —                               | —                               |                                            | And Me U                |
| 2006                                                                                      | Back in Time            | —                               | —                               | —                               | —                               | —                               | 36                              | —                               | —                               | —                               | 49                              | —                               | —                               | —                               | —                               |                                            | Solo singoli            |
| 2006                                                                                      | I'll Be Your Lady       | —                               | —                               | —                               | —                               | —                               | 37                              | —                               | —                               | —                               | —                               | —                               | —                               | —                               | —                               |                                            | Solo singoli            |
| 2007                                                                                      | La playa del sol        | —                               | —                               | —                               | —                               | —                               | 28                              | —                               | —                               | —                               | 35                              | —                               | —                               | —                               | —                               |                                            | Solo singoli            |
| 2010                                                                                      | Angel                   | —                               | —                               | —                               | —                               | —                               | 15                              | —                               | —                               | —                               | —                               | —                               | —                               | —                               | —                               |                                            | Y Generation            |
| 2010                                                                                      | Saturday                | —                               | —                               | —                               | —                               | —                               | —                               | —                               | —                               | —                               | —                               | —                               | —                               | —                               | —                               |                                            | Y Generation            |
| 2011                                                                                      | My Song                 | —                               | —                               | —                               | —                               | —                               | 34                              | —                               | —                               | —                               | —                               | —                               | —                               | —                               | —                               |                                            | Y Generation            |
| 2012                                                                                      | Hurry Up                | —                               | —                               | —                               | —                               | —                               | 44                              | —                               | —                               | —                               | —                               | —                               | —                               | —                               | —                               |                                            |                         |
| 2013                                                                                      | Queen of Town           | —                               | —                               | —                               | —                               | —                               | 61                              | —                               | —                               | —                               | —                               | —                               | —                               | —                               | —                               |                                            |                         |
| 2014                                                                                      | Stay with Me            | —                               | —                               | —                               | —                               | —                               | —                               | —                               | —                               | —                               | —                               | —                               | —                               | —                               | —                               |                                            |                         |
| "—" denota singoli che non entrarono in classifica - denota posizione massima sconosciuta |                         |                                 |                                 |                                 |                                 |                                 |                                 |                                 |                                 |                                 |                                 |                                 |                                 |                                 |                                 |                                            |                         |